# Capitão
Capitão is een gemeente in de Braziliaanse deelstaat Rio Grande do Sul. De gemeente telt 2.694 inwoners (schatting 2009).